# Светлый Дунай
Све́тлый Дуна́й — посёлок в Железногорском районе Курской области России. Входит в состав Волковского сельсовета.
Население — 38 человек (2013 год).

## География
Расположен в 19 км к северо-востоку от Железногорска у истока реки Белый Немёд, недалеко от границы с Орловской областью. Самый северный населённый пункт Курской области. Высота над уровнем моря — 254 м. К югу от посёлка проходит автомобильная дорога А142 «Тросна — Калиновка».

## История
В 1926 году в посёлке было 16 дворов, проживало 105 человек (51 мужчина и 54 женщины). В то время Светлый Дунай входил в состав Волковского сельсовета Долбенкинской волости Дмитровского уезда Орловской губернии. Позже передан в Гремяченский сельсовет. В 1928 году вошёл в состав Михайловского (ныне Железногорского) района. В 1937 году в посёлке было 19 дворов. Во время Великой Отечественной войны, с октября 1941 года по март 1943 года, находился в зоне немецкой оккупации.
В 1957—1962 годах жители Светлого Дуная трудились в колхозе «Октябрь» (центр в д. Андреевка). В 1962—1973 годах хозяйства посёлка числились в колхозе имени Чапаева (центр в д. Гремячье). В 1973 году в связи с упразднением Гремяченского сельсовета Светлый Дунай был передан в Волковский сельсовет. Примерно в это же время к Светлому Дунаю были присоединены посёлки Новый Свет и Первое Мая, основанные в 1921 году переселенцами из села Плоское и деревень Волкова Слободка и Пасерково.
С 1973 года до 1990-х годов жители посёлка трудились в колхозе «Ленинский Путь» (центр в с. Волково).

## Население
| 1926 | 1979 | 2002 | 2010 |
| ---- | ---- | ---- | ---- |
| 105  | ↗225 | ↘51  | ↘26  |

## Памятники истории
Братская могила советских воинов, погибших феврале 1943 года «в боях с немецко-фашистскими захватчиками». Расположена на западной окраине посёлка. Захоронено 250 человек, установлены фамилии у 189 человек. Скульптура установлена в 1964 году.

## Улицы
В посёлке 3 улицы:
- Лесная
- Озёрная
- Первомая